# Muhammad Ali (Leichtathlet)
Muhammad Ali (* 1986) ist ein pakistanischer Leichtathlet, der im Mittelstreckenlauf an den Start geht.

## Sportliche Laufbahn
Erste internationale Erfahrungen sammelte Muhammad Ali im Jahr 2011, als er bei den Asienmeisterschaften in Kōbe in 1:56,09 min den achten Platz im 800-Meter-Lauf belegte. 2016 nahm er an den Südasienspielen in Guwahati teil und belegte dort in 1:56,84 min den achten Platz über 800 Meter und erreichte über 1500 Meter in 4:03,23 min Rang sechs.
In den Jahren 2009, 2011 und 2012 wurde Ali pakistanischer Meister im 800-Meter-Lauf sowie 2012 und 2015 auch im 1500-Meter-Lauf.

## Persönliche Bestleistungen
- 800 Meter: 1:50,54 min, 28. Dezember 2010 in Peschawar
- 1500 Meter: 3:53,5 min, 5. April 2015 in Islamabad